# 鲍里索格列布斯克
鲍里索格列布斯克（俄语：Борисогле́бск）是俄罗斯沃罗涅日州的一个镇，位于沃罗纳河和霍皮奥尔河交汇处，人口69,392人（2002年）。
鲍里索格列布斯克建于17世纪中叶，名字来源于俄罗斯圣徒鲍里斯与格列布。

## 名人
- 伊万·费奥列托夫：布尔什维克、26名巴库委员之一

## 友好城市
- 德国代尔门霍斯特